# 埃瓦尔德·冯·克莱斯特-舒曼森
埃瓦尔德·阿尔伯特·弗里德里希·卡尔·利奥波德·阿诺德·冯·克莱斯特-舒曼森（德語：Ewald Albert Friedrich Karl Lepold Arnold von Kleist-Schmenzin，1890年3月22日—1945年4月9日）是德国律师、保守派政治家、纳粹主义的反对者。他参与了7月20日暗杀希特勒的阴谋，并因此被处决。
他出身波美拉尼亚省的贵族世家克莱斯特家族，其堂弟是德国陆军元帅保羅·路德維希·埃瓦爾德·馮·克萊斯特。克莱斯特-舒曼森是一位君主主义者和保守主义者。早年担任公务员。纳粹上台后极力反对希特勒。1942年，他加入了德国抵抗组织，1944年1月他敦促他的儿子埃瓦尔德-海因里希·冯·克莱斯特-舒曼森中尉完成了一次自杀式暗杀演习，他可以用藏在一件新制服下的两颗手榴弹炸死自己和希特勒。然而希特勒并没有现身。克莱斯特-舒曼森还支持克劳斯·冯·施陶芬贝格的计划，即用公文包炸弹杀死希特勒。施陶芬贝格计划任命克莱斯特-舒曼森在在新政府担任斯德丁军区政治代表，为政变做准备。
1944年7月20日施陶芬贝格的公文包炸弹未能炸死希特勒；第二天，克莱斯特-舒曼森被捕。1945年2月23日，他被带到臭名昭著的纳粹人民法院，在那里他因参与阴谋而被判处死刑。1945年4月9日，即战争结束前一个月，他在柏林的普洛兹尼湖监狱被处决。